# International Superstar Soccer (jeu vidéo, 1998)
International Superstar Soccer (ワールドサッカーGB, World Soccer GB) est un jeu vidéo de football développé par Konami Computer Entertainment Nagoya et édité par Konami, sorti en 1998 sur Game Boy.

## Accueil
- AllGame : 2,5/5[1]
- Nintendo Power : 7,1/10[2]
- Super PLAY : 67 %[3]